# Rumania en los Juegos Paralímpicos de París 2024
Rumania estuvo representada en los Juegos Paralímpicos de París 2024 por seis deportistas, cinco hombres y una mujer.

## Medallistas
El equipo paralímpico rumano obtuvo las siguientes medallas:
| Nombre           | Deporte       | Evento                  |
| ---------------- | ------------- | ----------------------- |
| Oro              |               |                         |
| Alexandru Bologa | Judo          | –73 kg J1 masculino     |
| Plata            |               |                         |
| —                |               |                         |
| Bronce           |               |                         |
| Camelia Ciripan  | Tenis de mesa | Individual WS6 femenino |